# سی‌ای‌ام‌اس ۳۶
سی‌ای‌ام‌اس ۳۶ (به انگلیسی: CAMS_36) یک هواگرد ملخ‌پیشین تک‌موتوره از نوع کشتی پرنده ساخت شرکت CAMS است. هواگرد سی‌ای‌ام‌اس ۳۶ نخستین پروازش را در ۱۹۲۲ میلادی انجام داد. در مجموع، تعداد ۲ فروند از این هواگرد ساخته شده‌است.